# Fernando Henrique Cardoso
Fernando Henrique Cardoso (tiếng Bồ Đào Nha: [ferˈnɐ̃dʊ ẽˈhiki karˈdozʊ], sinh ngày 18 tháng 6 năm 1931), cũng được biết đến bằng tên tắt của ông là FHC ([ɛfjaɡaˈse]), là một nhà xã hội học, giáo sư và chính trị gia người Brasil, từng là Tổng thống thứ 34 của Brasil từ ngày 1 tháng 1 năm 1995 đến ngày 1 tháng 1 năm 2003. Ông là Tổng thống đầu tiên được tái đắc cử nhiệm kỳ tiếp theo. Là một học giả xuất sắc, Cardoso được trao tặng năm 2000 với giải thưởng Prince of Asturias có uy tín về hợp tác quốc tế.

## Cuộc sống cá nhân và nghề nghiệp
Fernando Henrique Cardoso đi cùng cha trong những năm 1930
Cardoso rút khỏi những người nhập cư người Bồ Đào Nha giàu có. Một số tổ tiên của ông là các chính trị gia trong Đế quốc Brasil. Ông cũng là người gốc Phi Châu, thông qua một bà nội trợ da đen và bà ngoại mulatto. Cardoso mô tả mình là "mulatto nhẹ" và bị cáo buộc nói rằng ông có "một bàn chân trong nhà bếp" (một cái gật đầu cho chế độ nô lệ ở Braxin trong thế kỷ 19).
Sinh ra ở Rio de Janeiro, ông đã sống ở São Paulo trong suốt cuộc đời của ông. Cardoso là một người góa vợ (ông đã kết hôn với Ruth Vilaça Correia Leite Cardoso cho đến khi chết vào ngày 24 tháng 6 năm 2008) và có bốn người con. Được đào tạo như một nhà xã hội học, ông là giáo sư Khoa học Chính trị và Xã hội học tại Universidade de São Paulo.. Ông là Chủ tịch Hiệp hội Xã hội học Quốc tế (ISA), từ năm 1982 đến năm 1986. Ông là một thành viên của Học viện Nghiên cứu Cao cấp (Princeton), một thành viên nước ngoài danh dự của Học viện Nghệ thuật và Khoa học Hoa Kỳ và đã viết nhiều sách.
Ông cũng là Phó Giám đốc Nghiên cứu tại École des Hautes Études en Sciences Sociales ở Paris và sau đó thăm viếng giáo sư tại Đại học Pháp và sau đó tại Đại học Paris-Nanterre. Ông sau đó giảng dạy tại Vương quốc Anh và Hoa Kỳ 'trường đại học bao gồm Đại học Cambridge, Đại học Stanford, Đại học Brown và Đại học California, Berkeley. Ông thông thạo bốn thứ tiếng: tiếng Bồ Đào Nha, tiếng Anh, tiếng Pháp và tiếng Tây Ban Nha.
Sau nhiệm kỳ tổng thống của mình, ông được bổ nhiệm vào nhiệm kỳ 5 năm (2003-2008) làm giáo sư đại học tại Viện Nghiên cứu Quốc tế Watson của trường Đại học Brown, nơi ông đang ở trong ban giám sát. Cardoso là thành viên sáng lập của Trung tâm Tư vấn Ngoại giao của Đại học Nam California. Tháng 2 năm 2005, ông đã trao bài học thứ tư Kissinger hàng năm về chính sách đối ngoại và quan hệ quốc tế tại Thư viện Quốc hội, Washington DC về "Phụ thuộc Và Phát triển ở Châu Mỹ Latinh.
Năm 2005, Cardoso được tạp chí Anh Prospect bầu chọn là một trong số hàng trăm nhà trí thức hàng đầu thế giới.